# Dlhé Pole
Dlhé Pole (en allemand : Langenfeld ; en hongrois : Trencsénhosszúmező) est une commune de la région de Žilina, en Slovaquie.

## Histoire
La première mention écrite du village date de 1320.

## Démographie

### Évolution de la population
| Année:               | 1994. | 2004.   | 2014.   | 2024.   |
| -------------------- | ----- | ------- | ------- | ------- |
| Nombre de personnes: | 2157  | 2039    | 1934    | 1939    |
| Différence:          |       | -5,47 % | -5,14 % | +0,25 % |

| Année:               | 2023. | 2024.   |
| -------------------- | ----- | ------- |
| Nombre de personnes: | 1921  | 1939    |
| Différence:          |       | +0,93 % |